# رهاب الإسلام في أستراليا

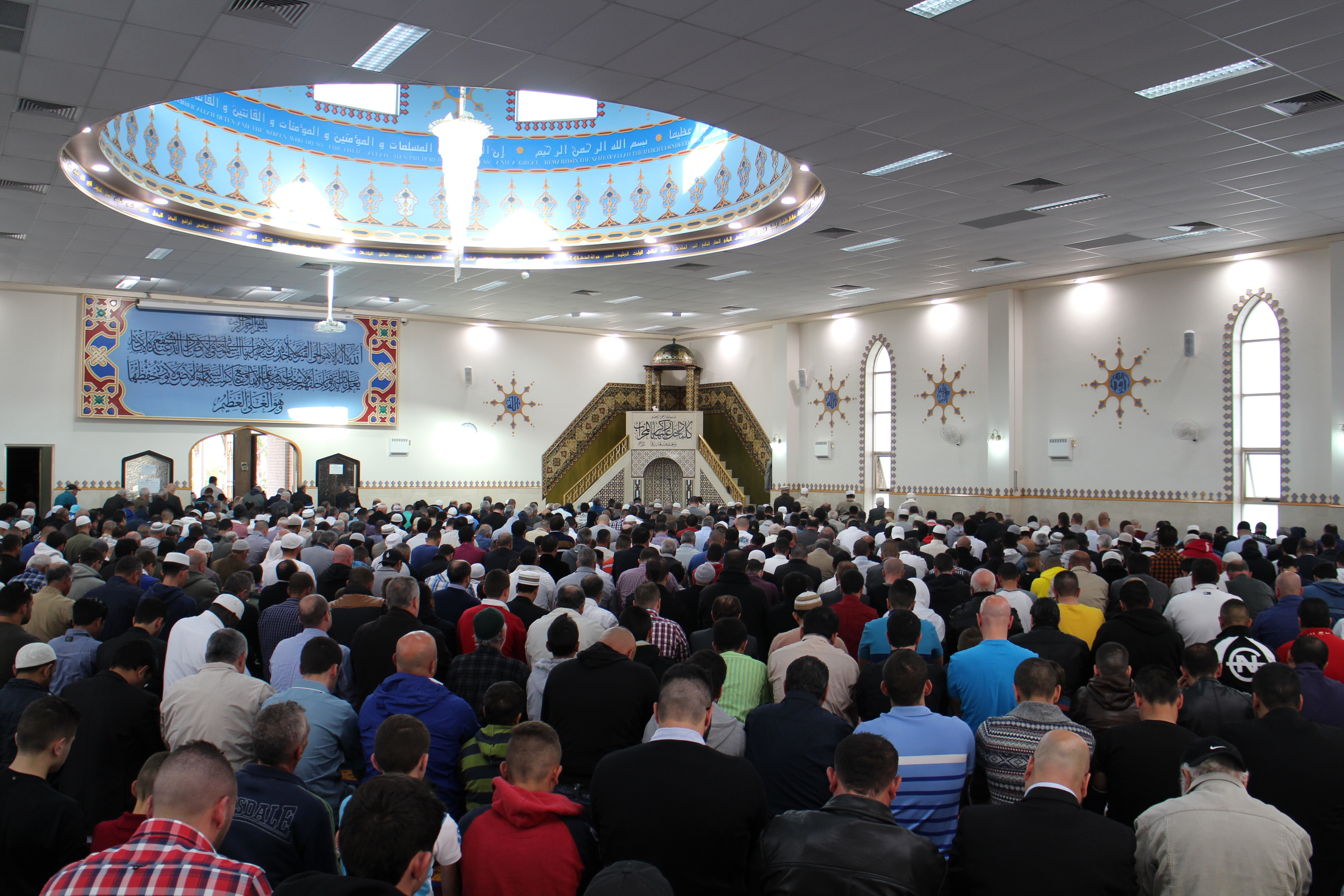

الإسلاموفوبيا في أستراليا أو رهاب الإسلام في أستراليا (بالإنجليزية: Islamophobia in Australia)‏ يعبر عن عدم الثقة والعداء الوجداني تجاه المسلمين، والإسلام، وهؤلاء الذين ينظر إليهم كأتباع له. هذا النفور الاجتماعي والتحيز غالبا ما يتم تيسيره وتعميقه في الإعلام من خلال تنميط المسلمين كأشخاص عنيفين أو غير حضاريين. استغل العديد من السياسيين والمعلقين السياسيين الأستراليين تلك الظاهرة لمصلحتهم وساهم هذا في التهميش والتمييز والإقصاء للمجتمع الإسلامي.
وصل رجال الصيد الماكاساريون المسلمون  إلى القارة الأسترالية في وقت مبكر من القرن السابع عشر. نشأت الإسلاموفوبيا والتعصب ضد المسلمين من قبل هجمات 11 سبتمبر في الولايات المتحدة. على سبيل المثال، هجرة المسلمين إلى أستراليا كانت مقيدة بموجب سياسة أستراليا البيضاء (1901-1975).

## تعريف
الإسلاموفوبيا في أستراليا تعرف على أنها مجموعة من المعتقدات السلبية بشأن أيديولوجية الإسلام، وكذلك الغضب والاستياء تجاه الهجرة والتعددية الثقافية.

### النظريات
الحكم المسبق والتحامل ضد المسلمين يعتقد أن مصدره يعود لعدم انخراط المسلمين المهاجرين في المجتمع، وإعادة تشكيل المجتمع والسياسات.
كجزء من الإسلاموفوبيا، تم تصوير المسلمين ككارهين للنساء أو كنساء مظلومات؛ وتم تصوير الرجال بأنهم يميلون إلى الإرهاب. الإعلام الأسترالي يقوم بتقديم تصورات سلبية للمهاجرين المسلمين، على الرغم من أنه بالمقارنة مع غيره في إعلام باقي الدول الغربية، فإن الإعلام الأسترالي هو أقل في التحيز ضد المسلمين نتيجة تغطية مظاهر الحياة اليومية للمسلمين الأستراليين.
وفقا لبعض العلماء، يؤدي الخطاب العام الذي يصور الثقافة الإسلامية بصورة سلبية إلى خوف لا أساس له من المسلمين؛ بالإضافة إلى أن تركيز الخطاب العام على القيم الغربية لحقوق المرأة يصور الإسلام ورجال الدين الإسلامي بأنهم يكرهون النساء ويقمعون المرأة.
بعض المنظرين يقولون أنه منذ 11 أيلول / سبتمبر 2001 وبصورة متزايدة، جعل العامة الأستراليون المسلمين الأستراليين في فئة «الآخر» باستخدام تحريفات عامة عن المسلمين كوسيلة لاستعادة السيطرة الوجودية في مرحلة ما بعد 9/11.
بعض العلماء زعموا أن ظهور الإسلام المتطرف في أستراليا أدى إلى زيادة في الإسلاموفوبيا وقوض من جهود المسلمين في تعزيز العلاقات الإيجابية مع الجمهور الأسترالي.

## الحوادث
تختلف تقديرات انتشار المشاعر المعادية للمسلمين في أستراليا. وجد استطلاع للرأي على نطاق واسع نشرت نتائجه في عام 2011 أن 48.6% من الأستراليين لديهم رأي سلبي عن الإسلام. دراسة أخرى نشرت في عام 2014 وجدت أن ربع الأستراليين لديهم آراء ضد المسلمين؛ هذه النسبة كانت أعلى خمس مرات من أي دين آخر. هذه الدراسة قد وجدت أيضا أن 27 في المئة من المسلمين الأستراليين عانوا من التمييز، وكانت النسبة أيضا أعلى من أي من الأديان الأخرى المشمولة في الدراسة. وجد استطلاع للرأي أجراه مركز تابع إلى جامعة جنوب أستراليا صدر في عام 2016 وجد أن 10 في المائة من الأستراليين لديهم مواقف عدائية تجاه المسلمين. كبار السن، والذين لم يستكملوا سن الـ 12 والأشخاص من خارج القوى العاملة كانوا أكثر عرضة ليكون لديهم مواقف ضد المسلمين في هذا الاستطلاع. على الرغم من ذلك، أشار التقرير إلى أن الاستطلاع يظهر أن «معظم الأستراليين لديهم مستويات منخفضة من الإسلاموفوبيا».
وجد تقرير في أستراليا أن مستويات الإسلاموفوبيا بين البوذيين والهندوس هي أعلى بكثير من أتباع الديانات الأخرى.

### حوادث الإسلاموفوبيا

#### حرب الخليج الأولى (عقد 1990)
خلال حرب الخليج الأولى، تعرض المسلمون لعدد من الهجمات العنصرية، وفي بعض الحالات هذه الحوادث تحولت إلى عنف ضد العرب والمسلمين. شملت هذه الحوادث الاعتداءات على العرب أو المسلمين وممتلكات العرب أو المسلمين كذلك; المحلات التجارية المملوكة من قبل العرب تم نهبها وتخريبها وتلقت المؤسسات الإسلامية تهديدات بوجود قنابل. تلقى الأشخاص ذوو اسم «حسين» مكالمات بهدف التحرش. تعرض المجتمع المسلم أيضا للتعامل معه عن طريق الوصم كنتيجة سلبية لجهود مكافحة للإرهاب. ذكرت وسائل الإعلام الأسترالية أن نيو ساوث ويلز ستكون الهدف لهجوم إرهابي، وفي جهد لمنع ذلك، تمت مقابلة عدد من العرب والمسلمين، بما في ذلك عدد من النشطاء السياسيين من قبل موظفين حكوميين؛ وكذلك أجريت عدة إجراءات للتصنت على العرب والمسلمين الأستراليين. لم يحدث هذا الهجوم أبدًا، على الرغم من ذلك شهد المجتمع اليهودي عددا من الهجمات العنصرية. في البداية كان المسلمون يتلقون اللوم في الهجمات على المؤسسات اليهودية، ولكن، توصل مجلس مكافحة التمييز بنيو ساوث ويلز إلى أنه ليس هناك أدلة كافية على كون مسلمين وراء الهجوم.

#### معارضة الحلال (2014)
في عام 2014، شنت المجموعات المعادية للإسلام حملة ضد شركات المواد الغذائية الأسترالية في محاولة لثنيهم عن جعل الغذاء مصدق عليه بأنه حلال. قالت المجموعات أن تكلفة التصديق سترفع أسعار المواد الغذائية على جميع المستهلكين، وأن رسوم التصديق «تستخدم لتمويل الإرهاب». في تشرين الثاني / نوفمبر 2014، قررت شركة Fleurieu لمنتجات الحليب أن توقف إنتاج المنتجات الحلال بعد استهدافها من قبل نشطاء، وتم الإبلاغ كذلك عن عدد آخر من الشركات الكبيرة والصغيرة التي تعرضت للاستهداف. قال Keysar Trad من الاتحاد الأسترالي للمجالس الإسلامية لأحد الصحافيين في يوليو / تموز 2014 أن هذه الجماعات تحاول استغلال المشاعر ضد المسلمين.
في عام 2015، تورطت مجموعة اليمين المتطرف المعادية للإسلام جمعية كيو في دعوى تشهير بسبب ادعاءاتها بأن صناعة شهادات الحلال «فاسدة» وتمول «الضغط من أجل تطبيق الشريعة الإسلامية في أستراليا». بدأت الإجراءات القانونية ضد أعضاء كبار من الجمعية ومنهم كيرالي سميث، الذي يدير موقع HalalChoices، وذلك بعد خطاب في أحد مناسبات الجمعية، حيث تم تصوير El-Mouelhy بأنه «جزء من مؤامرة لتدمير الحضارة الغربية من الداخل» و«أنه مشتبه فيه بتقديم دعم مالي إلى المنظمات الإرهابية». وقال El-Mouelhy أنه تم التشهير به فيما يتعلق بموضوع شهادات الحلال. وقد تم تسوية هذه القضية خارج المحكمة.
ردا على مزاعم كيرالي سميث وHalalChoices، ذكر المسؤولون من لجنة الاستخبارات الجنائية الأسترالية أن اللجنة تبحث بحرص في الروابط بين جهات الحلال والإرهاب منذ طرح القضية، لكن «لم يتم العثور على أي روابط مباشرة». وعلاوة على ذلك، في تحقيق مجلس الشيوخ في شهادة الغذاء تم تأكيد أنه «لا رابط» بين موضوع الغذاء الديني والجماعات المتطرفة. إلا أن التحقيق أوصى الحكومة الاتحادية بزيادة الرقابة الداخلية على جهات الحلال لمعالجة أي سلوك احتيالي في القطاع. وتم ذكر إنه قد تم العلم بـ«تقارير موثوقة تشير إلى أن عدم التنظيم في القطاع قد تم استغلاله للفائدة دون ضمير». وأوصت اللجنة بعمل سلطة موحدة لشهادات الحلال.
اعتبارا من 27 شباط / فبراير عام 2017، كجزء من اتفاق التسوية، اعتذر كيرالي سميث وجمعية كيو علنا ووافقوا على عرض إشعار بالتسوية على المواقع على شبكة الإنترنت لمدة سنة واحدة. تم تسوية القضية خارج المحكمة.

#### مسيرات ومواجهات عنيفة (2015)
عقدت مسيرات لجماعة «استعادة أستراليا» المعادية للإسلام في جميع أنحاء أستراليا منذ عام 2015. استعادة أستراليا هي جماعة يمين متطرف قومية أسترالية ترتبط مع جماعات قومية والنازيين الجدد وجماعات الكراهية. تأسست المجموعة في عام 2015، وعقدت مسيرات في المدن في جميع أنحاء أستراليا احتجاجا ضد الإسلام.
استعادة أستراليا تعارض الإسلام في المقام الأول في أستراليا وتعتبر معادية للإسلام. جذبت المجموعة النازيين الجدد وتم توثيق مشاركة النازيين الجدد في دعم وحضور مسيرات استعادة أستراليا. عرف عن المتحدثين في مسيرات استعادة أستراليا التعبير عن آراء متطرفة، حيث حذر أحد المتكلمين في جنوب أستراليا من مخاطر «الهمجية الإسلامية» حسب تعبيره وشجع الحاضرين على «إهانة وتشويه سمعة الإسلام خمس مرات في اليوم إذا كانوا يرغبون في ذلك.»

#### إهانة دينية (2015)
جبهة الوطنيين المتحدين وهي جماعة قومية تابعة لليمين المتطرف الأسترالي وترتبط مع النازيين الجدد وجماعات الكراهية. احتجت على ظهور زكى الملاح على Q&A، وهو برنامج تليفزيوني، وقاموا بشواء خنزير خارج مكتب ABC في ملبورن في محاولة واضحة لإزعاج المسلمين. في تشرين الأول / أكتوبر من العام نفسه، قامت المجموعة بقطع رأس دمية خارج مجلس مدينة بينديجو احتجاجا على الموافقة على بناء مسجد في بنديجو. في أيلول / سبتمبر 2017، أدينوا «بالإهانة الدينية الجادة» وتم تغريم كل منهم مبلغ 2000 دولار

#### إزالة لوحة يوم أستراليا (2016)
في عام 2016، تمت إزالة لوحة عن احتفالات يوم أستراليا في ضاحية Cranbourne بملبورن بعد تهديدات وإساءة موجهة إلى شركة الإعلانات. اللوحة كان بها اثنتان من الفتيات المسلمات تلبسان الحجاب وتلوحان بأعلام أستراليا احتفالا بيوم أستراليا.

#### عشاء جمعية كيو (2017)
تم توثيق الإسلاموفوبيا في عشاء لجمع التبرعات تابع لجمعية كيو، مع حضور العديد من المتحدثين الضيوف بما في ذلك أعضاء من الحكومة الأسترالية الحالية. المتحدث لاري بيكرينغ قال أنه «إذا كانوا (المسلمين) في نفس الشارع معي، فإنني أهتز.» مضيفا «أنا لا يمكن أن أطيق المسلمين». رسام الكاريكاتير أيضا عرض للمزاد علنا عملا معادي للإسلام يصور اغتصاب امرأة تلبس النقاب من قبل زوج بنتها. كرتون آخر للاري بيكرينغ أيضا عرض للمزاد في جمع التبرعات وصور إماما في صورة خنزير (في الإسلام تناول جميع منتجات لحم الخنزير يعتبر حرام أو ممنوع). كان هناك أيضا المزيد من الأعمال المعادية للإسلام. كيرالي سميث قد نفى دعم مقولات بيكرينج غير أن سميث قد أكد أجزاء من حديث بيكرينج مشيرا إلى أن «هناك من المسلمين في الواقع من يرمون المثليين من المباني!». جذب جلوس أعضاء الحكومة الأسترالية كوري برناردي وجورج كريستنسن انتقادات لحديثهم في تلك الجمعية. وتلقى الحدث احتجاجات وتم وصف الحدث بالعنصرية.